# Thomas von Schröer

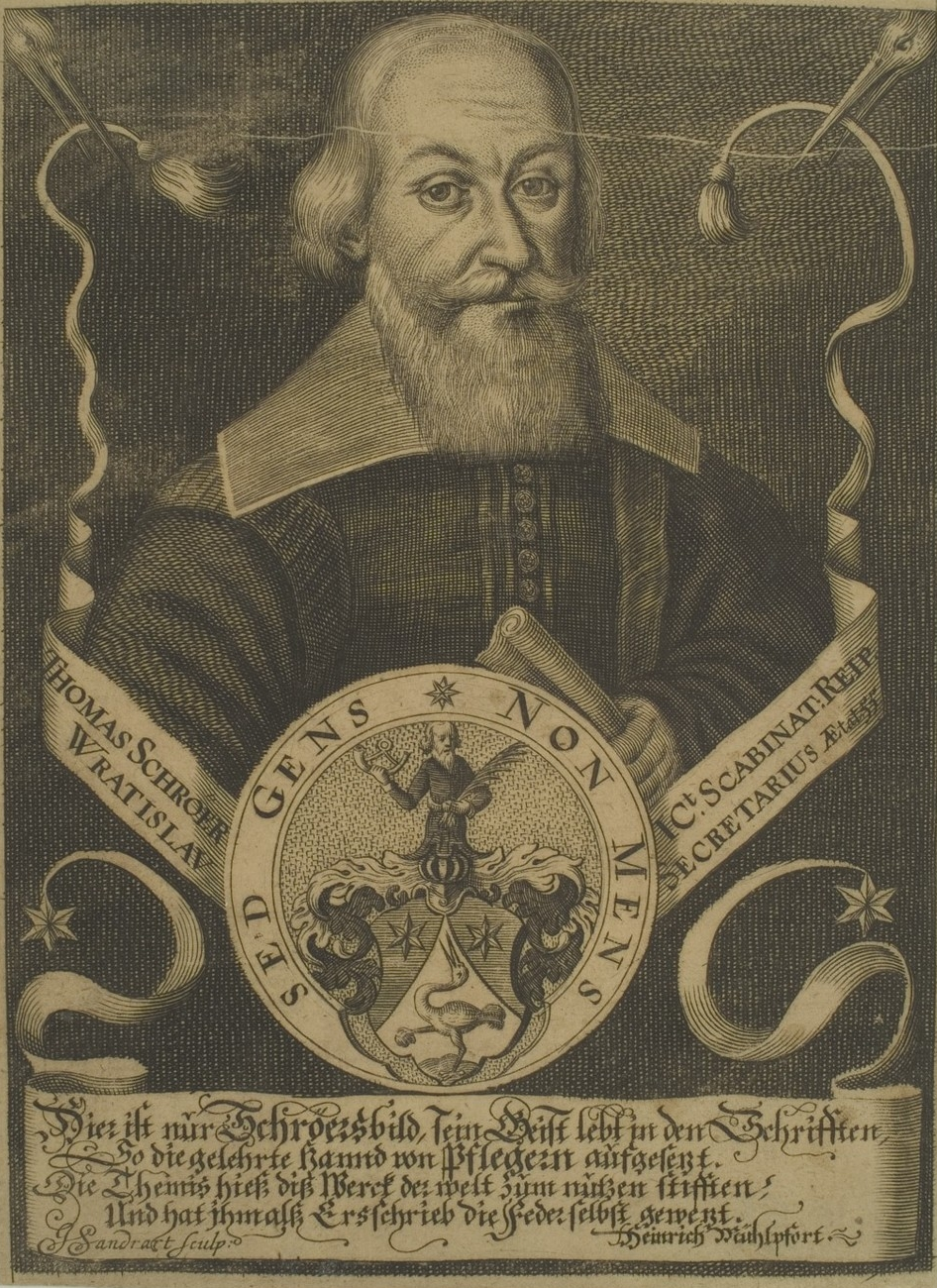
Thomas von Schröer

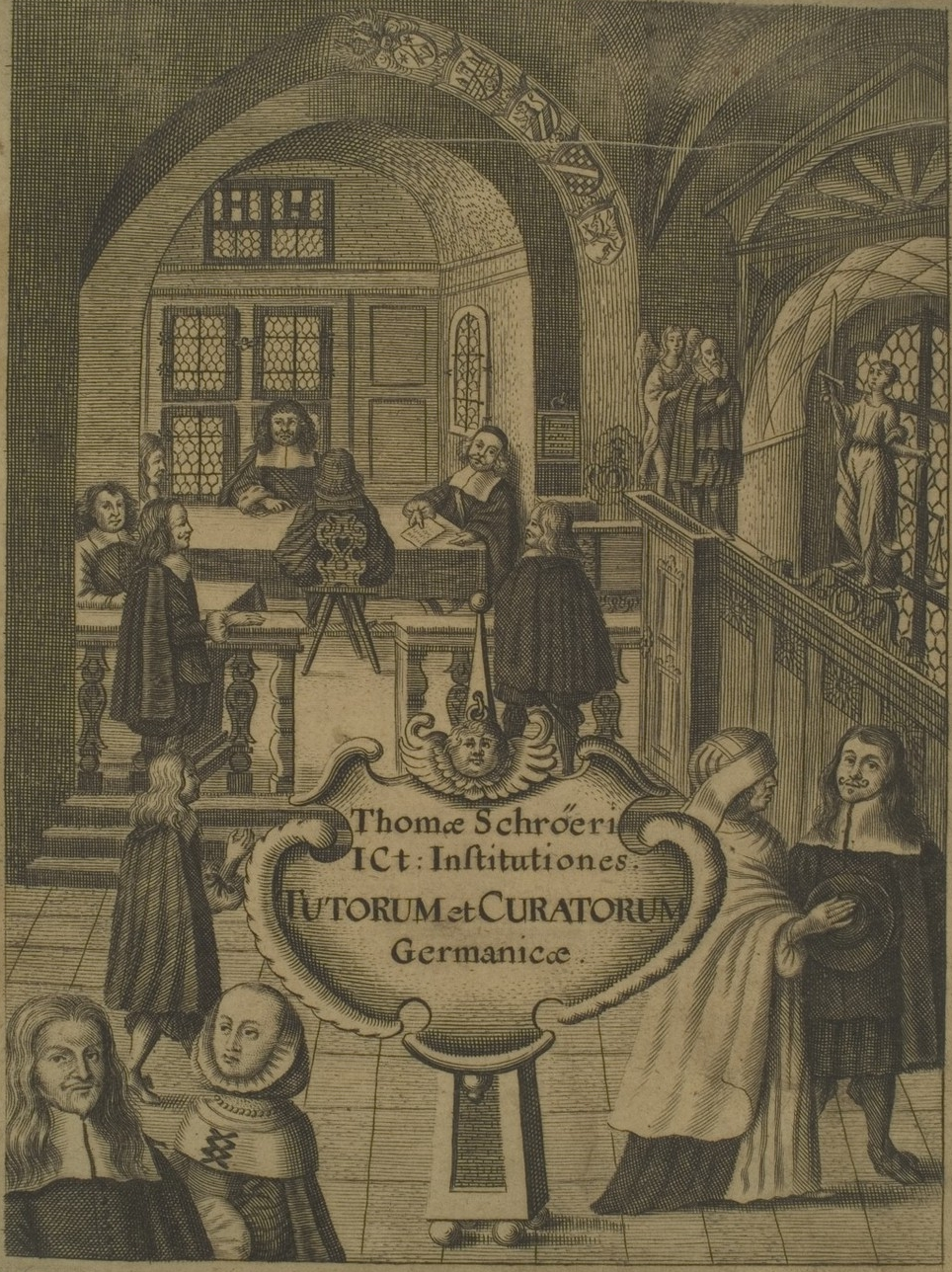
Titelblatt von Institutiones Tutorum et Curatorum Germanicae

Thomas von Schröer (* 14. Dezember 1588 in Neustadt, Erbfürstentum Oppeln, Oberschlesien; † 6. Januar 1641 in Breslau) war ein deutscher Jurist und Dichter.

## Leben
Schröer wurde am 14. Dezember 1588 im oberschlesischen Neustadt als Sohn des Bäckers Martin Schröer geboren. Nach einem Gymnasialstudium in Breslau studierte Schröer in Wittenberg und Leipzig. 1613 kehrte er nach Breslau zurück und wurde dort Advokat, 1622 Schöppenschreiber und 1637 Schöppensekretär des Rats. Der Kaiser erhob ihn 1637 in den Adelsstand. Von Schröer starb am 6. Januar 1641 in Breslau und wurde in der Breslauer Elisabethkirche begraben.

## Werke (Auswahl)
- „Fried-Ehren-Thron“ oder „Die Ehrenpfort“. 1620.
- Institutiones Tutorum et Curatorum Germanicae, Frankfurt/Leipzig 1666